# Sigrid Falkenstein
Sigrid Falkenstein (geb. Lehnkering) (* 14. Juli 1946 in Mülheim an der Ruhr) ist eine deutsche Pädagogin, Familienforscherin und Autorin mit Schwerpunkt auf dem Thema „Euthanasie“ im Nationalsozialismus. Sie ist die Nichte von Anna Lehnkering, die 1940 in der Gaskammer von Grafeneck ermordet wurde.

## Leben
Falkenstein wuchs im Ruhrgebiet auf. Sie studierte an der Pädagogischen Hochschule Ruhr, Abteilung Kettwig/Duisburg. Nach dem Referendariat in Geldern und Kevelaer arbeitete sie von 1971 bis 1997 als Lehrerin an einer Hauptschule in Berlin-Moabit, anschließend bis 2009 an einem Oberstufenzentrum in Berlin-Kreuzberg.
Sie ist verheiratet und hat zwei Töchter, darunter die Journalistin Janna Falkenstein. 2003 fand Falkenstein per Zufall den Namen ihrer Tante Anna Lehnkering  auf einer Liste von Opfern der NS-„Euthanasie“ („Aktion T4“) im Internet. In ihrer Familie hatte man Annas Schicksal verdrängt und verschwiegen. Falkenstein begann die Lebensgeschichte ihrer Tante zu recherchieren und veröffentlichte 2004 eine Gedenkseite für Anna im Internet. Weitere Gedenkzeichen folgten, so zum Beispiel 2009 ein Stolperstein.
Falkenstein erfuhr erst 2023 per Zufall, dass ihr Großcousin Friedel Bieber 1943 im Rahmen der dezentralen „Euthanasie“ in der Tötungsanstalt Hadamar starb. Zuvor war er mehrere Jahre „Pflegling“ in der Heilerziehungs- und Pflegeanstalt Scheuern bei Nassau an der Lahn.

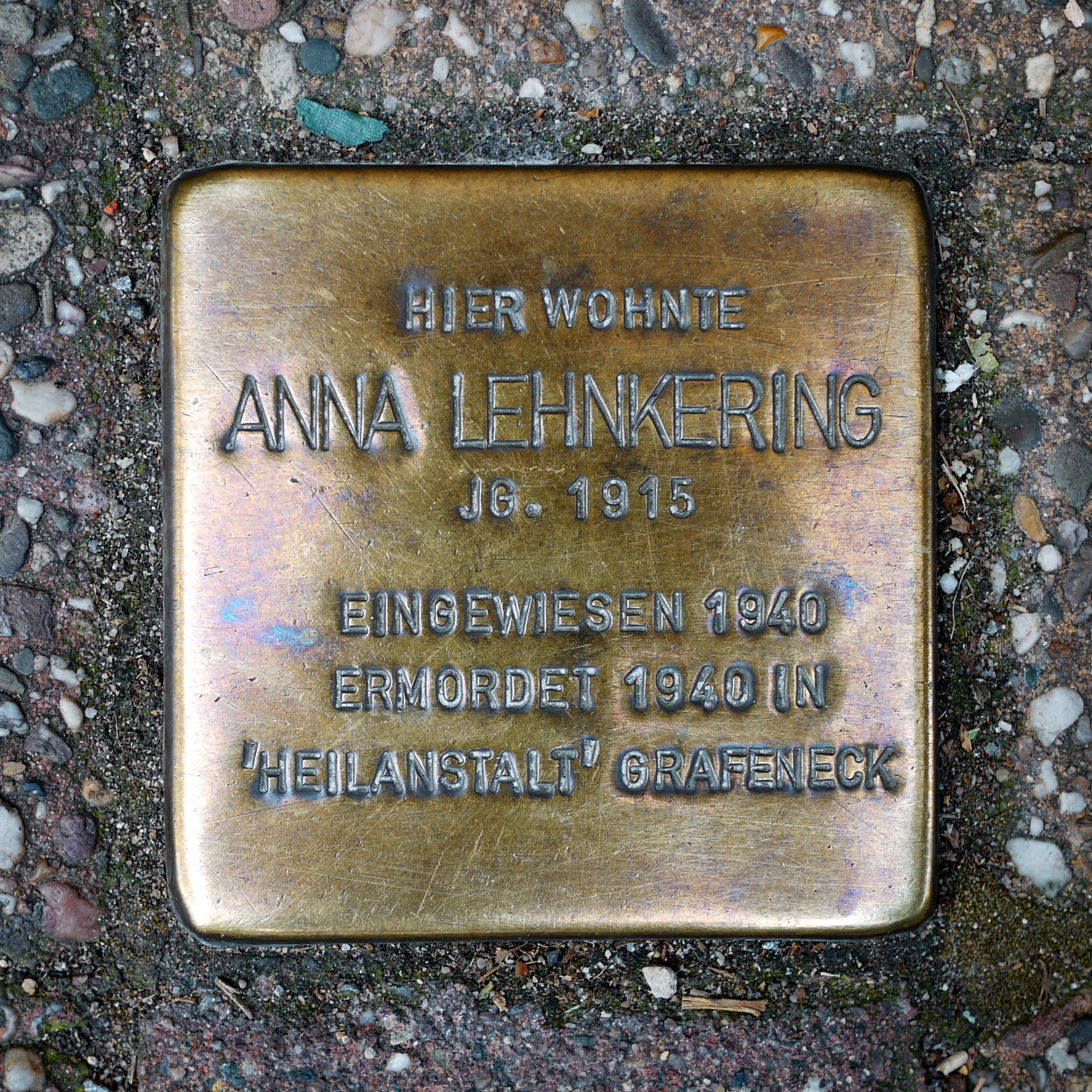
Stolperstein für Anna Lehnkering

## Bürgerschaftliches Engagement (Auswahl)
Aus Falkensteins persönlicher Spurensuche erwuchs ein umfangreiches bürgerschaftliches Engagement gegen das Vergessen der „Euthanasie“-Opfer. Sie wurde Ansprechpartnerin für Angehörige anderer Opfer, hielt Vorträge, machte Lesungen, sprach in Schulklassen und beteiligte sich an verschiedenen zivilgesellschaftlichen Aktivitäten. Sie trug mit ihrer  Erinnerungsarbeit dazu bei, dass die Themen „Euthanasie“ und Zwangssterilisation im Nationalsozialismus inzwischen eine breite Öffentlichkeit erreicht haben.
„Ich finde es wichtig, Geschichten wie die von Anna zu erzählen, denn es sind meiner Meinung nach Einzelschicksale, die jenseits anonymer Zahlenkolonnen Geschichte begreifbar machen. Wir können, wir müssen aus der Geschichte lernen, denn die alten Denkmuster von Ausgrenzung und Diskriminierung, rassistische Vorurteile und Vorbehalte gegenüber Minderheiten existieren nach wie vor. Der Mensch als Gegenstand ökonomischer Kosten-Nutzen-Rechnung, das sind Formen der Abwertung, auf die wir auch heute achten müssen. Vielleicht fassen die Worte von Max Mannheimer gut zusammen, was mich antreibt: ‚Ihr seid nicht verantwortlich für das, was geschah. Aber dass es nicht wieder geschieht, dafür schon.‘“
Falkenstein: „Ich fühlte mich verantwortlich dafür, das Schweigen zu brechen.“

### Namensnennung
Die Namensnennung von Opfern der NS-„Euthanasie“ war Falkenstein von Anfang an ein besonderes Anliegen. Deutsche Archivregelungen haben lange die öffentliche Nennung der Namen von „Euthanasie“-Opfern verhindert. Mit Bezug auf Datenschutzrichtlinien wurde argumentiert, man müsse auf die schutzwürdigen Belange der heute lebenden Angehörigen Rücksicht nehmen.  Falkenstein nannte das im Deutschen Bundestag: „Eine Argumentation, die an rassenhygienische Denkmuster anknüpft! Es ist an der Zeit, diese unheilvolle Kontinuität zu durchbrechen und die Namen der Opfer zu nennen, um sie in das familiäre und kollektive Gedächtnis zu holen. Es wäre zugleich ein Beitrag zur Entstigmatisierung von Menschen, die heute von Behinderung oder psychischer Erkrankung betroffen sind.“
2011 und 2013 wandte sich Falkenstein mit einem Plädoyer an betroffene Angehörige:
„... diesen Teufelskreis gilt es zu durchbrechen! Schweigen und Verdrängen machen krank! Wer – wenn nicht wir als Angehörige – könnte glaubwürdiger bezeugen, dass die Opfer keine anonyme Masse waren?! Wer – wenn nicht wir – wäre besser geeignet, ihnen Gesicht und Namen und damit ihre Identität zurückzugeben? Über das Gedenken hinaus können wir aber auch mit der Erinnerung an ihre Lebensgeschichten die Geschichte unserer Gesellschaft sichtbar machen und auf diese Weise vielleicht dazu beitragen, dass sich Derartiges nie wiederholen möge! ...“

2017 rezitierte der britische Schauspieler John Simm anlässlich des Holocaust Memorial Days einige Sätze aus Falkensteins Plädoyer.
John Simm: Who if not we ...?

Falkenstein hat wesentlichen Anteil daran, dass die Namen der „Euthanasie“-Opfer aus der Heil- und Pflegeanstalt Bedburg-Hau, wo Anna von 1936 bis 1940 Patientin war, in den Namensbüchern der LVR-Klinik Bedburg-Hau und der Gedenkstätte Grafeneck veröffentlicht wurden.

### Falkenstein erzählt Annas Geschichte
- Am 26. November 2010 fand im Berliner Kongresszentrum die erste Gedenkveranstaltung der Deutschen Gesellschaft für Psychiatrie, Psychotherapie und Nervenheilkunde (DGPPN) für die Opfer der NS-„Euthanasie“ (Psychiatrie im Nationalsozialismus – Erinnerung und Verantwortung) statt.[12]
- 2017 wurde Falkenstein im Rahmen des Projektes Zeit- und Zweitzeugen interviewt.[13]
- Video-Interview Falkenstein[14]
- Am 31. August 2018 war Falkenstein Podiumsgast in der Topographie des Terror anlässlich der Veranstaltung „Gegen das Vergessen: Aus der Geschichte lernen. Die Situation der Angehörigen psychisch erkrankter Menschen in der NS-Zeit“.[15]
- Am 19. April 2021 nahm Falkenstein als Gesprächspartnerin an der Gedenkveranstaltung 80 Jahre danach - Das „Haus der Flieger“ und die „Euthanasie“-Verbrechen. Die Juristenkonferenz vom April 1941 im Plenarsaal des Abgeordnetenhauses von Berlin teil.[22] (YouTube-Video von der Veranstaltung)[16]
- 2015 und 2022 war Falkenstein Interviewpartnerin in dem Film Massenmord in Kliniken - Euthanasie im Dritten Reich, ein Film über die „Aktion T4“ und die Tötungsanstalt Grafeneck (SWR - Planet Wissen)[17]
- Ein filmisches Porträt von Falkenstein ist in der ARD Mediathek enthalten.[18]

### Annas Geschichte (Theater und Ausstellung)
- 2012 inszenierte das Kinder- und Jugendtheater Mini-Art das Theaterstück „Ännes letzte Reise“, das auf Annas Schicksal basiert.[19]
- 2013 war Falkenstein an der Ausstellung „Tiergartenstraße 4 - Geschichte eines schwierigen Ortes“.[20] beteiligt, die im Rahmen des Berliner Themenjahres 2013 „Zerstörte Vielfalt“ zustande kam.[21] Die Ausstellung verknüpfte die Geschichte der Adresse Tiergartenstraße 4 mit dem Lebensweg von Anna Lehnkering. Sie hat inzwischen als Wanderausstellung Station an verschiedenen Orten in Deutschland gemacht. Buch zur Ausstellung (siehe unten).

### Erinnerung an die Opfer der NS-„Euthanasie“  im nationalen Kontext
Am 2. September 2014 wurde der zentrale Gedenk- und Informationsort für die Opfer der nationalsozialistischen »Euthanasie«- Morde an der Berliner Tiergartenstraße 4 eingeweiht.

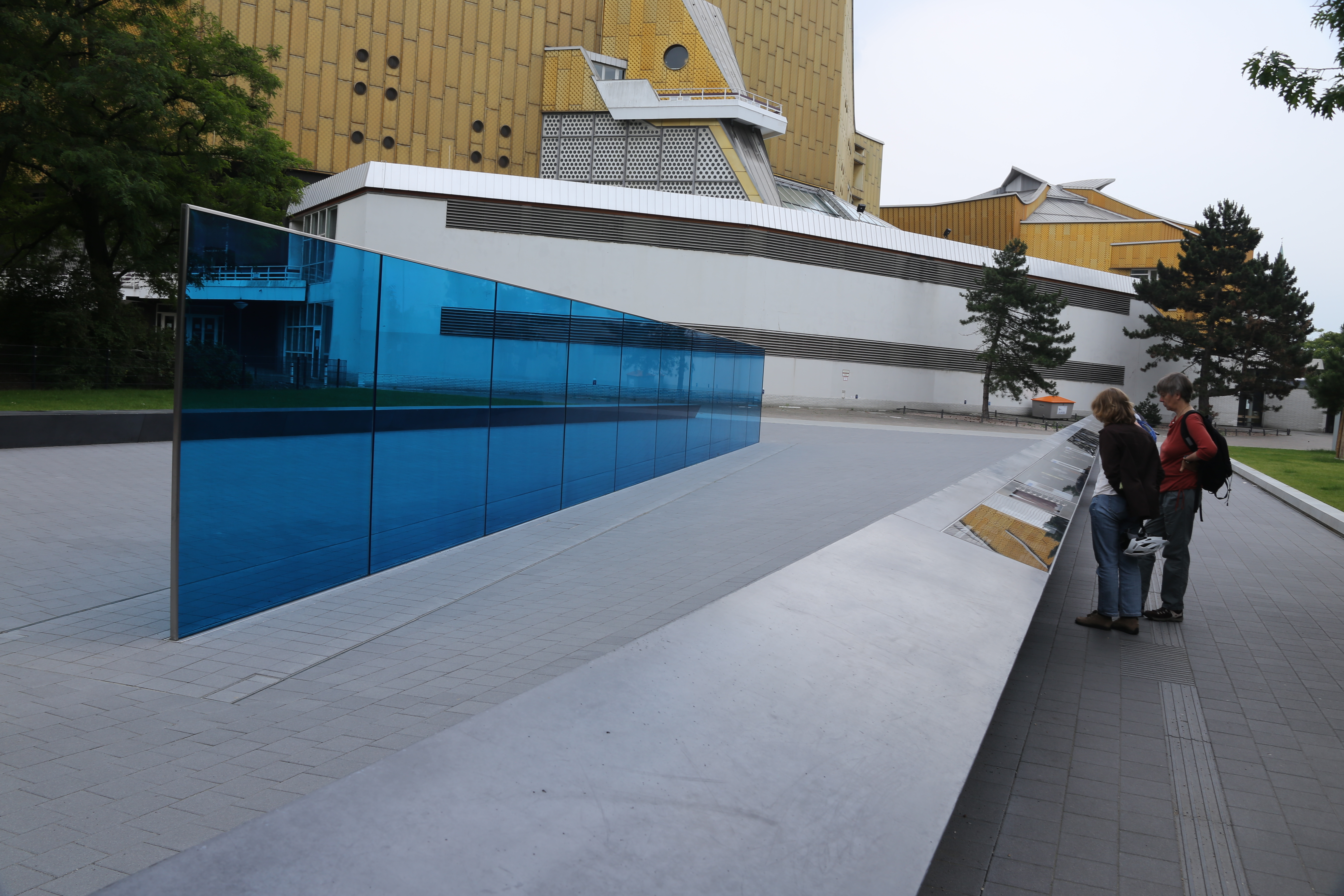
Gedenk- und Informationsort für die Opfer der nationalsozialistischen „Euthanasie“-Morde

Sein Entstehen geht wesentlich auf das Engagement eines Runden Tisches zurück, der 2007 von Falkenstein zusammen mit Andreas Nachama, damaliger Direktor der Topographie des Terrors, gegründet worden war.
Am 27. Januar 2017 (Tag des Gedenkens an die Opfer des Nationalsozialismus) standen erstmalig die Opfer der „Euthanasie“ und Zwangssterilisation im NS-Staat im Mittelpunkt der Gedenkstunde im Deutschen Bundestag. Hartmut Traub und Sigrid Falkenstein hielten Gedenkreden als Angehörige von Opfern. (Rede von Sigrid Falkenstein)

## Publikationen
- Unter dem Motto „Es gibt kein Verständnis von Gegenwart und Zukunft ohne Erinnerung an die Vergangenheit“ veröffentlichte Falkenstein 2012 zusammen mit dem Psychiater Frank Schneider das Buch Annas Spuren – Ein Opfer der NS-„Euthanasie“.[25] In dem Buch rekonstruiert Falkenstein Annas Lebensgeschichte aus dem Familiengedächtnis, mithilfe alter Fotos und von Patientenakten und schildert ihre Erinnerungsarbeit vom Ruhrgebiet, über Bedburg-Hau und Grafeneck bis hin zum „Euthanasie“ Gedenk- und Informationsort in Berlin. Das Buch schlägt einen Bogen von der persönlicher Spurensuche der Autorin über den geschichtlichen Hintergrund bis hin zum gesellschaftlichen Umgang mit Zwangssterilisation und „Euthanasie“ in der Gegenwart.
- 2015 erschien das Buch „Annas Spuren“ als Kurzfassung in einfacher Sprache.[26]

(Spaß am Lesen Verlag - Lesen für alle)
„Der Spaß am Lesen Verlag gibt Lesestoff für Menschen heraus, denen das (Deutsch) Lesen schwer fällt: zum Beispiel Menschen mit Behinderungen, niedrigem Bildungsniveau oder mit Deutsch als Fremdsprache. Auch sie sollen über Aktuelles oder Wissenswertes mitreden können. Darum schreiben wir in Einfacher Sprache – verständlich für alle!“
- 30. August 2019 - Falkenstein las im Foyer der Berliner Philharmonie im Rahmen der Gedenkveranstaltung „Fünf Jahre Gedenk- und Informationsort für die Opfer der nationalsozialistischen „Euthanasie“-Morde“ aus ihrem Buch „Annas Spuren“ in einfacher Sprache. Lesung in einfacher Sprache, Sigrid Falkenstein - YouTube-Video[28]

Seit Februar 2022 ist Annas Geschichte Teil der barrierearmen Website „Geschichte inklusiv“ der Gedenkstätte Brandenburg an der Havel.
- 2014 erschien das Buch zur Ausstellung „Tiergartenstraße 4 - Geschichte eines schwierigen Ortes“ von Stefanie Endlich, Sigrid Falkenstein, Helga Lieser, Ralf Sroka.[30]

## Rezensionen (Auswahl)
- Der Spiegel konstatiert in einer Rezension, das Buch „Annas Spuren“ statte „die Hauptperson mit einer Würde aus, die ihr zu Lebzeiten nie zuerkannt worden ist.“

Anna und wir - Der Spiegel 25/2012
- Götz Aly schreibt in seinem Buch „Die Belasteten“: »Es ist an der Zeit, die Ermordeten namentlich zu ehren und ihre Lebensdaten in einer allgemein zugänglichen Datenbank zu nennen. Erst dann wird den lange vergessenen Opfern ihre Individualität und menschliche Würde wenigstens symbolisch zurückgegeben. ...  Als eine der wenigen hat Sigrid Falkenstein das verschämte Schweigen im Jahr 2012 gebrochen und in ihrem beeindruckenden Buch »Annas Spuren. Ein Opfer der NS-›Euthanasie‹« das Schicksal ihrer Tante Anna Lehnkering beschrieben, die am 7. März 1940 in der Gaskammer Grafeneck sterben musste.«[32]

## Auszeichnungen
Falkensteins Einsatz für ein würdiges Gedenken an die Opfer der nationalsozialistischen „Euthanasie“-Morde wurde verschiedentlich ausgezeichnet.
- 15. November 2013 - Sigrid Falkenstein und Frank Schneider erhielten für das Buch „Annas Spuren“ den Sonderpreis des Forschungspreises zur Rolle der Ärzteschaft in der Zeit des Nationalsozialismus.[33] (vergeben von Bundesgesundheitsministerium, Kassenärztliche Bundesvereinigung und Bundesärztekammer)
- 4. Dezember 2015 - Bundespräsident Joachim Gauck zeichnete Falkenstein zum Tag des Ehrenamtes für ihren Einsatz für ein würdiges Gedenken an die Opfer der nationalsozialistischen „Euthanasie“-Morde mit dem Verdienstorden der Bundesrepublik Deutschland aus.[34]
- 1. Oktober 2017 - Der Regierende Bürgermeister von Berlin, Michael Müller, zeichnete Falkenstein für ihr Engagement für ein angemessenes Gedenken der Opfer der NS-„Euthanasie“ mit dem Verdienstorden des Landes Berlin aus.[35]